# Grubbdalsån
Grubbdalsån är en å som avvattnar Grubbdalen i norra Krokoms kommun i Jämtland, i gränstrakterna mellan Offerdals socken och Hotagens socken. 
Grubbdalsåns vattenföring har minskat på grund av vattenregleringar av åns källflöden. Fram till 1964 användes Grubbdalsån för timmerflottning. Sedan 2003 ingår ån i Grubbdalens naturreservat. 